# Węzeł chłonny

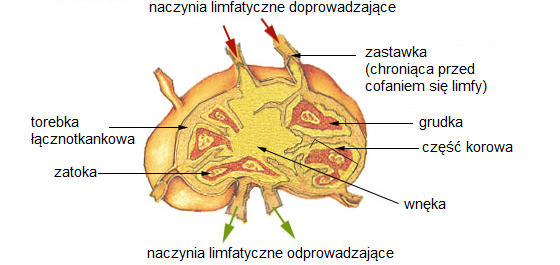
Ogólna budowa węzła. Wnęka znajduje się na dole, część wypukła na górze.

Węzły chłonne, węzły limfatyczne (łac. nodi lymphatici) – licznie występujące struktury leżące na przebiegu naczyń limfatycznych. Główną funkcją węzłów jest filtracja zawartej w nich limfy oraz udział w wytwarzaniu przeciwciał. Likwidując drobnoustroje stanowią ważny element układu immunologicznego.

## Budowa węzła

Budowa węzła chłonnego

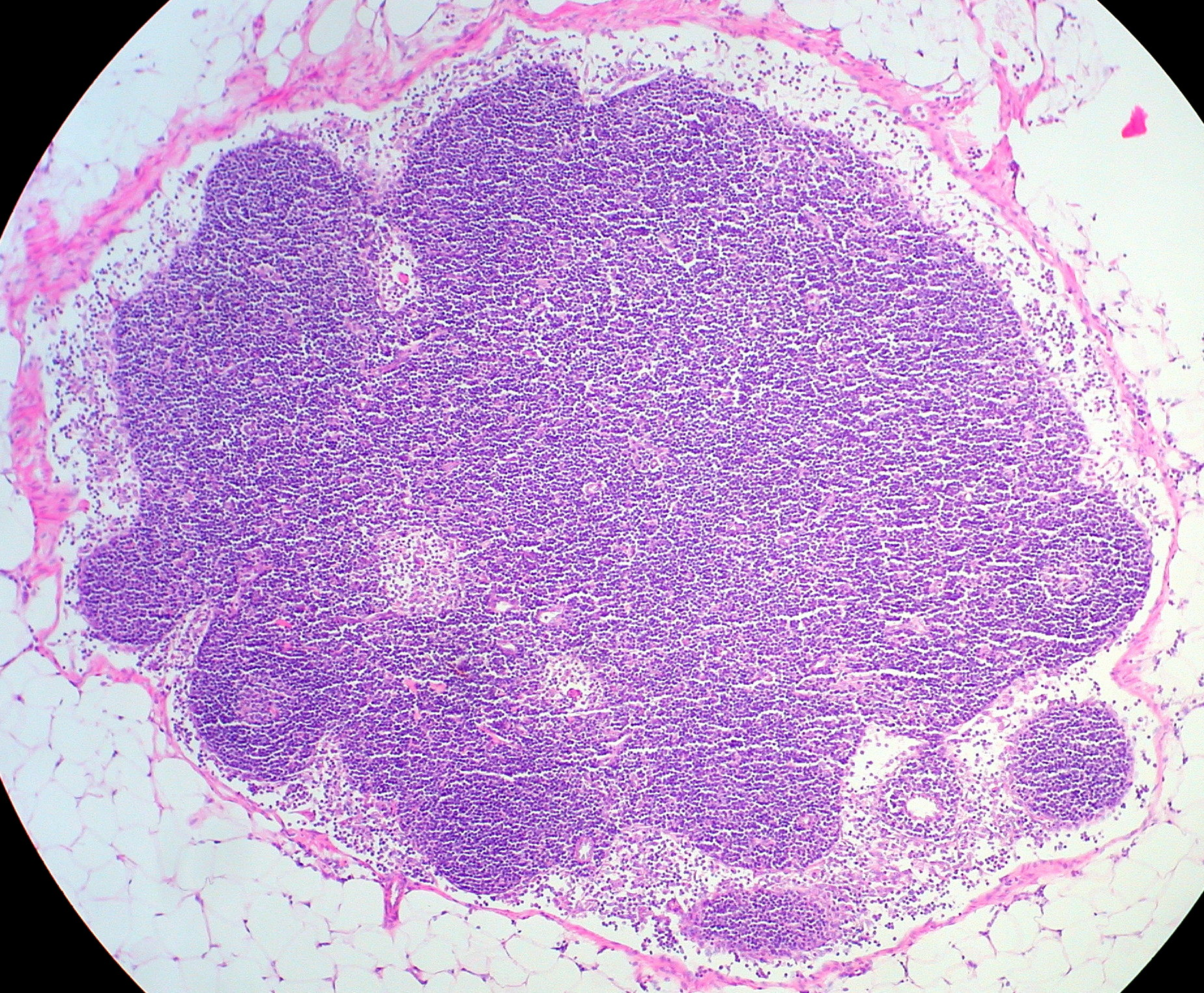
Preparat mikroskopowy prawidłowego węzła (barwienie HE)

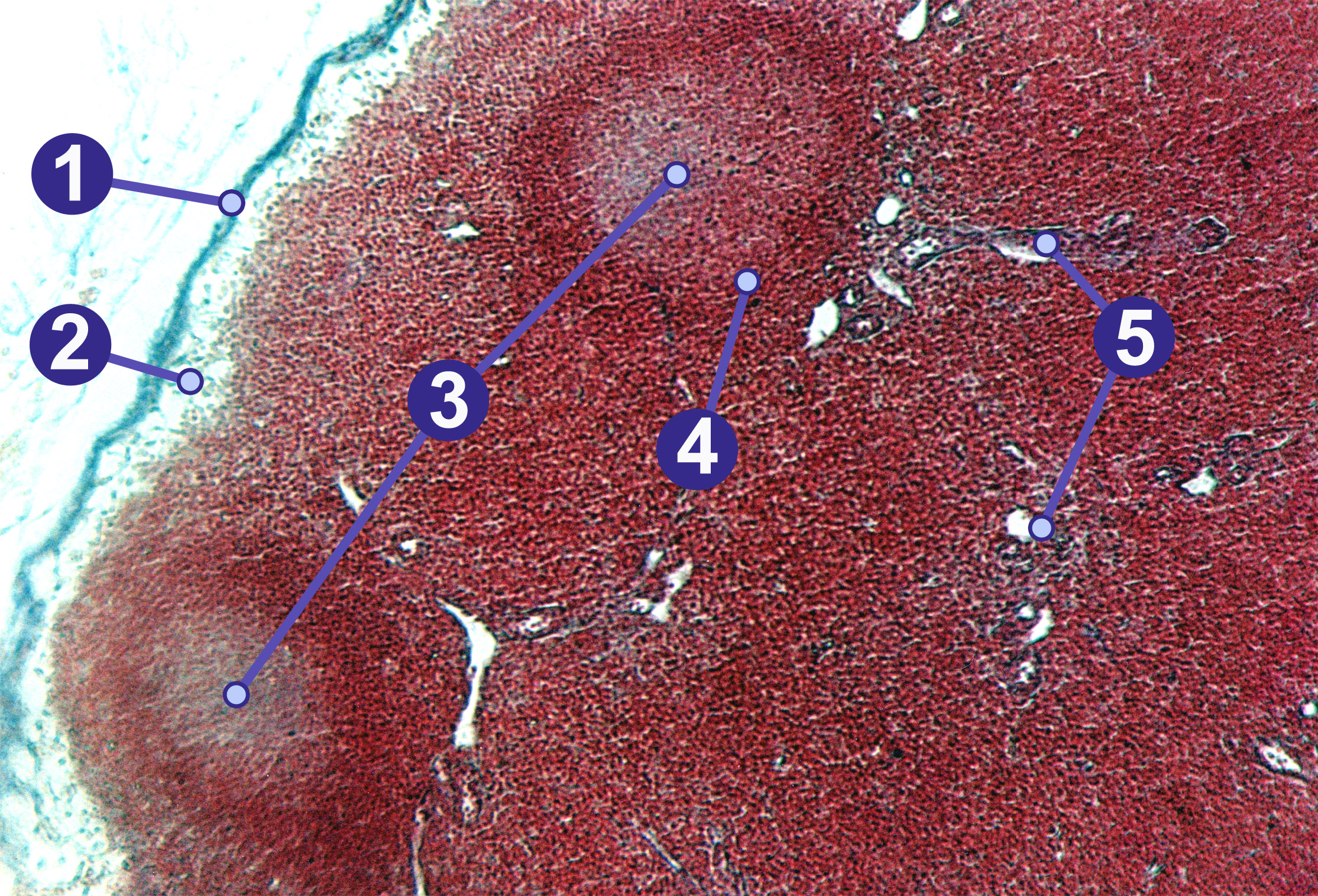
Preparat histologiczny węzła chłonnego (świni). Barwienie Azanem, Powiększenie 56x.
Legenda:
(1) Torebka, (2) Zatoka brzeżna, (3) Grudka chłonna (strefa jasna), (4) Grudka chłonna (strefa ciemna), (5) Zatoki promieniste

Węzły chłonne są otoczone torebką łącznotkankową, pod nią zaś znajduje się zatoka brzeżna. W każdym węźle można wyróżnić (patrz rysunek obok) część wypukłą oraz wklęsłą, nazywaną także wnęką. Chłonka jest doprowadzana od strony wypukłej, odprowadzana zaś z wnęki. Do wnęki wnikają również naczynia odżywcze oraz nerwy biegnące wzdłuż tych naczyń.
Węzły mogą się bardzo różnić między sobą kształtem, wielkością oraz stosunkami poszczególnych stref. Zaobserwowano jednak ogólną tendencję, że węzły powierzchowne posiadają bardziej rozbudowaną korę, a głębokie – rdzeń.

### Zrąb węzła
Zrąb stanowi układ beleczek promienistych (beleczek kory) i rdzennych oraz torebka otaczająca węzeł.

### Kora węzła
Kora (ang. cortex) leży obwodowo w węźle chłonnym. Poszczególne struktury oddzielone są od siebie beleczkami promienistymi (na rycinie oznaczone trabeculae). Wzdłuż nich leżą zatoki promieniste. W korze wyróżnia się trzy warstwy:
- warstwa zewnętrzna – z większą ilością limfocytów B. W warstwie tej powstają grudki limfatyczne podczas odpowiedzi immunologicznej. Kora węzła limfatycznego jest nazywana obszarem grasiczoniezależnym.
- warstwa pośrednia i głęboka – nazywana także łącznie strefą przykorową (parakortykalną) posiada słabiej rozbudowaną tkankę limfatyczną. Ze względu na przewagę limfocytów T obszar ten nazywany jest obszarem grasiczozależnym.

### Rdzeń węzła
Rdzeń (ang. medulla) położony jest wewnętrznie do kory. Składa się on z nieregularnie przebiegających beleczek rdzennych, odchodzących od beleczek promienistych kory oraz biegnących wzdłuż nich zatok rdzennych. Trzecią strukturą są sznury rdzenne – tam znajdują się plazmocyty produkujące immunoglobuliny w odpowiedzi na antygeny.

## Przepływ limfy
Przepływ limfy jest podobny dla każdego węzła. Chłonka wnika przez otoczkę, przechodzi do zatoki brzeżnej, następnie poprzez zatoki promieniste, zatoki rdzenne przechodzi do naczyń odprowadzających wychodzących z wnęki. Zazwyczaj naczynia odprowadzające są większe oraz mniej liczne od doprowadzających.
W świetle zatok rdzennych znajdują się włókna kolagenowe i siateczkowe zatrzymujące drobnoustroje. Właśnie tam znajduje się główne miejsce eliminacji patogenów. Zatoki brzeżne i promieniste odgrywają prawdopodobnie większą rolę w prezentacji antygenu plazmocytom, ze względu na liczne komórki dendrytyczne.

## Odpowiedź immunologiczna
Proces zapalny toczący się w obrębie węzłów zazwyczaj prowadzi do ich powiększenia. Wyróżnia się trzy postacie morfologiczne węzłów chłonnych podczas odpowiedzi immunologicznej – ostre nieswoiste zapalenie węzłów chłonnych, przewlekłe nieswoiste zapalenie węzłów chłonnych oraz chorobę kociego pazura.
Po przebyciu poważnych (ciężkich) chorób lub częstych chorobach węzły chłonne mogą ulegać włóknieniu, stają się wtedy twardsze przy badaniu palpacyjnym.

## Lokalizacja

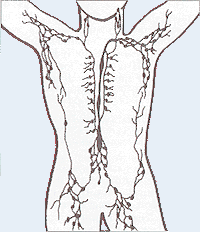
Rozmieszczenie głównych węzłów i naczyń chłonnych.

Największe z nich to węzły: podżuchwowe, przyuszne, pachowe, pachwinowe. Grupują się w większe skupienia, w pewnych okolicznościach. Budową przypominają gęstą siatkę. Dzięki tej właściwości oraz zdolności żernej (fagocytozie) znajdujących się w węzłach monocytów, oczyszczają limfę z drobnoustrojów i ich toksyn.